# Teresa Hales
Teresa Hales Gebrim (née le 1er août 1978 à Santiago) est une actrice et animatrice de radio chilienne, fille de l'homme politique et ancien député Patricio Hales (PPD) et de Leila Gebrim, une journaliste brésilienne d'origine arabe qui durant de nombreuses années a travaillé comme présentatrice à Rede Globo.

## Biographie
Teresa Hailes étudie à l'Alliance Française puis à l'école de théâtre de Gustavo Meza. Elle étudie également la locution radiophonique, ce qui lui permet ensuite de participer à de nombreux doublages, à des publicités et à diverses émissions radiophoniques.
Elle se fait connaître en 2004 comme présentatrice de l'émission Buenos días a todos (Bonjour à tous).

## Filmographie
- 2007 : Mirageman
- 2008 : Mansacue
- 2008 : ChilePuede
- 2009 : La Gabriela : Journaliste brésilienne

Courts
- En la 1-2-3
- La encontré por la mañana

## Télévision

### Telenovelas
| Telenovelas | Telenovelas        | Telenovelas     | Telenovelas |
| Année       | Titre              | Rôle            | Chaîne      |
| ----------- | ------------------ | --------------- | ----------- |
| 2004        | Xfea2              | Rita Meneses    | Mega        |
| 2006        | Entre Medias       | Flavia Pantoja  | TVN         |
| 2007-2008   | Lola               | Rafaela Ovalle  | Canal 13    |
| 2009        | ¿Dónde está Elisa? | Blanca Miranda  | TVN         |
| 2009        | Conde Vrolok       | Alejandra Véliz | TVN         |
| 2010        | 40 y tantos        | Jocelyn Pérez   | TVN         |
| 2012        | Separados          | Pamela Martini  | TVN         |
| 2012        | Pobre rico         | Daniera Tepu    | TVN         |
| 2013        | Somos los Carmona  | Rebeca Ortiz    | TVN         |

### Séries
- 2005 : Urgencias (Mega) - Isabel
- 2005 : Los Galindo (TVN) - Marlene de Echevería
- 2005 : Infieles (Chilevisión) - Cassandra Gaete
- 2005 : La Nany (Mega) : Marcela Fernández (Épisode: "El Novio")
- 2007 : Pecados Capitales (Chilevisión)
- 2007 : Herederos (TVN) : Paula (Épisode: "El Bastardo")
- 2008 : Infieles (Chilevisión) : Susana (Épisode: "María de la Luz Matte")

### Émissions
- 2004-2005 : Buenos días a todos (TVN) : Panéliste
- 2005 : ExpedienTV (TVN) : Narratrice

## Webshow
- 2011 : Amigas con Ventaja : Animatrice

## Radio
- 2007 : Las chicas sólo quieren divertirse (Rock and Pop) : Animatrice
- 2013 : Hoy es un gran dia (Radio Romántica) : Animatrice
- 2013 : Nunca es tarde (Radio Romántica) : Animatrice (avec Sebastián Jiménez)